# Kadeem Hardison
Kadeem Hardison (Bedford-Stuyvesant, 24 luglio 1965) è un attore, regista e doppiatore statunitense.

## Biografia
Kadeem Hardison è figlio della modella afroamericana Bethann Hardison.
Famoso per aver interpretato il personaggio di Dwayne Cleophus Wayne in Tutti al college, è apparso in serie televisive tra cui K.C. Agente Segreto. Oltre ad aver diretto un episodio di One on One, presta le sue fattezze (e la sua voce nel doppiaggio originale) a Cole Freeman nel videogioco Beyond: Due anime.

## Filmografia parziale

### Attore

#### Cinema
- Go Tell It on the Mountain, regia di Stan Lathan (1985)
- Rappin', regia di Joel Silberg (1985)
- Aule turbolente (School Daze), regia di Spike Lee (1988)
- Scappa, scappa... poi ti prendo! (I'm Gonna Git You Sucka), regia di Keenen Ivory Wayans (1988)
- Def by Temptation, regia di James Bond III (1990)
- Chi non salta bianco è (White Men Can't Jump), regia di Ron Shelton (1992)
- Gunmen - Banditi (Gunmen), regia di Deran Sarafian (1993)
- Mezzo professore tra i marines (Renaissance Man), regia di Penny Marshall (1994)
- Panther, regia di Mario Van Peebles (1995)
- Vampiro a Brooklyn (Vampire in Brooklyn), regia di Wes Craven (1995)
- Un canestro per due (The 6th Man), regia di Randall Miller (1997)
- Drive - Prendetelo vivo (Drive), regia di Steve Wang (1997)
- Dancing in September, regia di Reggie Rock Bythewood (2000)
- Showtime, regia di Tom Dey (2002)
- American Party - Due gambe da sballo (Who's Your Daddy?), regia di Andy Fickman – direct-to-video (2002)
- Bratz, regia di Sean McNamara (2007)
- Un amore di testimone (Made of Honor), regia di Paul Weiland (2008)
- Paddleton, regia di Alex Lehmann (2019)

#### Televisione
- I Robinson (The Cosby Show) – serie TV, episodio 1x05 (1984)
- Tutti al college (A Different World) – serie TV, 142 episodi (1987-1993)
- Between Brothers – serie TV, 17 episodi (1997-1999)
- Abby – serie TV, 10 episodi (2003)
- My Name Is Earl – serie TV, episodio 2x09 (2006)
- Dr. House - Medical Division (House M.D.) – serie TV, episodio 3x06-3x11 (2006-2007)
- Tutti odiano Chris (Everybody Hates Chris) – serie TV, episodio 3x03-4x14 (2007, 2009)
- Ricochet - La maschera della vendetta (Ricochet), regia di Nick Gomez – film TV (2011)
- Cult – serie TV, 8 episodi (2013)
- K.C. Agente Segreto (K.C. Undercover) – serie TV, 61 episodi (2015-2018)
- Supernatural – serie TV, episodio 12x07 (2016)
- Love Is – serie TV, 7 episodi (2018)
- Black Monday – serie TV, 6 episodi (2019)
- Psych 2: Lassie Come Home, regia di Steve Franks – film TV (2020)
- Teenage Bounty Hunters – serie TV, 10 episodi (2020)
- Moonhaven – serie TV, 6 episodi (2022-in corso)

### Doppiatore
- Static Shock – serie animata, 7 episodi (2000-2004)
- I Griffin (Family Guy) – serie animata, episodio 11x02 (2012)
- Beyond: Due anime (Beyond: Two Souls) – videogioco (2013)

## Doppiatori italiani
Nelle versioni in italiano delle opere in cui ha recitato, Kadeem Hardison è stato sostituito da:
- Massimo De Ambrosis in Un canestro per due, Supernatural
- Fabio Boccanera in Vampiro a Brooklyn
- Patrizio Prata in Drive, prendetelo vivo
- Stefano Crescentini in Showtime
- Roberto Draghetti in Dr. House - Medical Division
- Gianluca Tusco in Cold Case - Delitti irrisolti
- Alberto Angrisano in Ghost Whisperer - Presenze
- Franco Mannella in K.C. Agente Segreto
- Dario Oppido in Avvocato di difesa

Da doppiatore è stato sostituito da:
- Riccardo Lombardo in Beyond: due anime